# Nordenstamia
Nordenstamia là một chi thực vật có hoa trong họ Cúc (Asteraceae).

## Loài
Chi Nordenstamia gồm các loài: